# 6597 Крейл
6597 Крейл (6597 Kreil) — астероїд головного поясу, відкритий 9 січня 1988 року.
Тіссеранів параметр щодо Юпітера — 3,358.